# 5517 Johnerogers
5517 Johnerogers è un asteroide della fascia principale. Scoperto nel 1989, presenta un'orbita caratterizzata da un semiasse maggiore pari a 2,5904105 UA e da un'eccentricità di 0,1205509, inclinata di 14,39683° rispetto all'eclittica.